# Raïon de Lozova
Le raïon de Lozova (en ukrainien : Лозівський район) est un raïon situé dans la partie sud de l’oblast de Kharkiv en Ukraine. Son chef-lieu est Lozova.

## Lieux d’intérêt

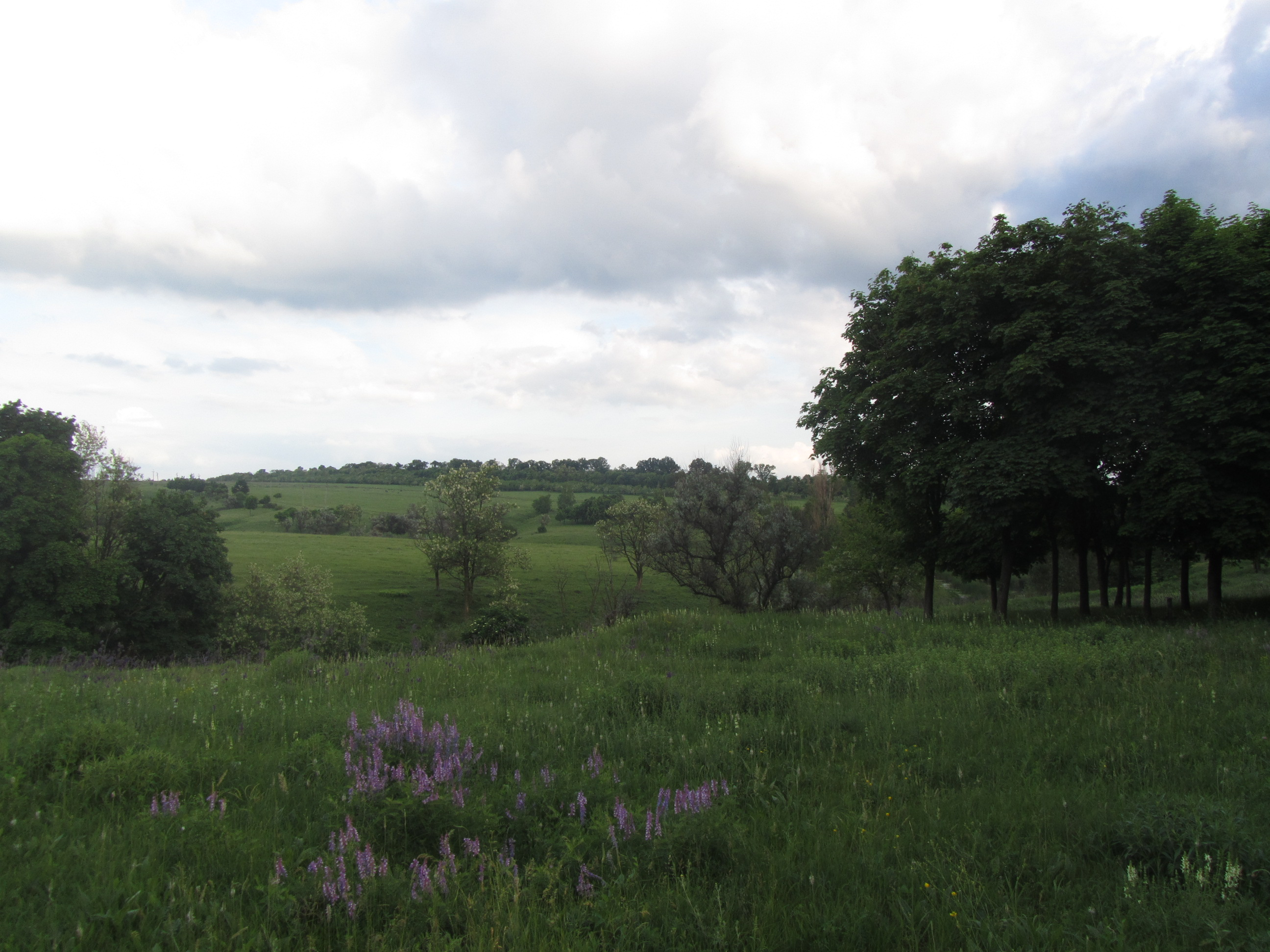
Le parc Droujba  classé[1].
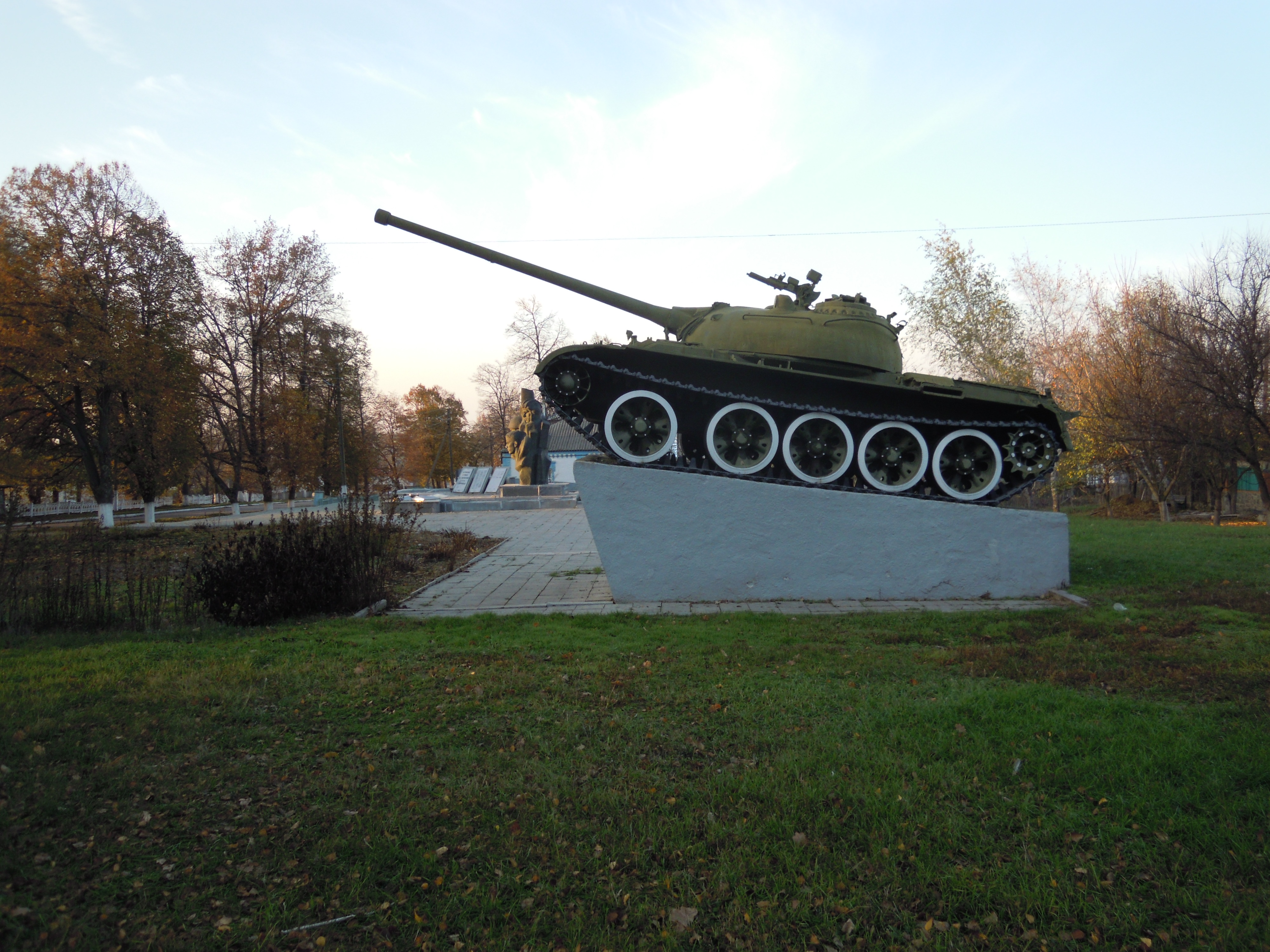
Mémorial aux soldats et du constructeur de chars Mykola Oleksiyovytch Koutcherenko[2], Katerynivka.